# Costa Riomaggiore - Monterosso
Costa Riomaggiore - Monterosso este o arie protejată (arie specială de conservare — SAC, sit de importanță comunitară — SCI) din Italia întinsă pe o suprafață de 169 ha, din care 1 % marine.

## Localizare
Centrul sitului Costa Riomaggiore - Monterosso este situat la coordonatele 44°07′44″N 9°41′37″E / 44.128889°N 9.693611°E.

## Înființare
Situl Costa Riomaggiore - Monterosso a fost declarat sit de importanță comunitară în iunie 1995 pentru a proteja 14 specii de animale. Situl a fost protejat și ca arie specială de conservare în aprilie 2017.

## Biodiversitate
Situată în ecoregiunea mediteraneană, aria protejată conține 11 habitate naturale: Vegetație anuală la limita mareei, Formațiuni scunde de Euphorbia în apropierea falezelor, Recifuri, Peșteri marine scufundate complet sau parțial, Peșteri inaccesibile publicului, Pseudostepă cu ierburi și specii anuale de Thero-Brachypodietea, Păduri de Quercus ilex și Quercus rotundifolia, Roci stâncoase cu vegetație pionieră de Sedo-Scleranthion sau Sedo albi-Veronicion dillenii, Faleze cu vegetație de Limonium spp. endemic de pe coastele mediteraneene, Pante stâncoase silicioase cu vegetație casmofită, Tufărișuri termo-mediteraneene și de pre-deșert.
La baza desemnării sitului se află mai multe specii protejate:
- păsări (13): sticlete (Carduelis carduelis), florinte (Chloris chloris), măcăleandru (Erithacus rubecula), șoim călător (Falco peregrinus), cinteză (Fringilla coelebs), Larus argentatus, pescăruș râzător (Larus ridibundus), pițigoi mare (Parus major), Phalacrocorax aristotelis desmarestii, Phalacrocorax carbo sinensis, silvie cu cap negru (Sylvia atricapilla), silvie de tufiș (Sylvia undata), mierlă (Turdus merula)
- nevertebrate (1): Euplagia quadripunctaria

Pe lângă speciile protejate, pe teritoriul sitului au mai fost identificate 20 de specii de plante, 2 specii de amfibieni, 5 specii de nevertebrate, 2 specii de reptile.